# Skorpiovenator

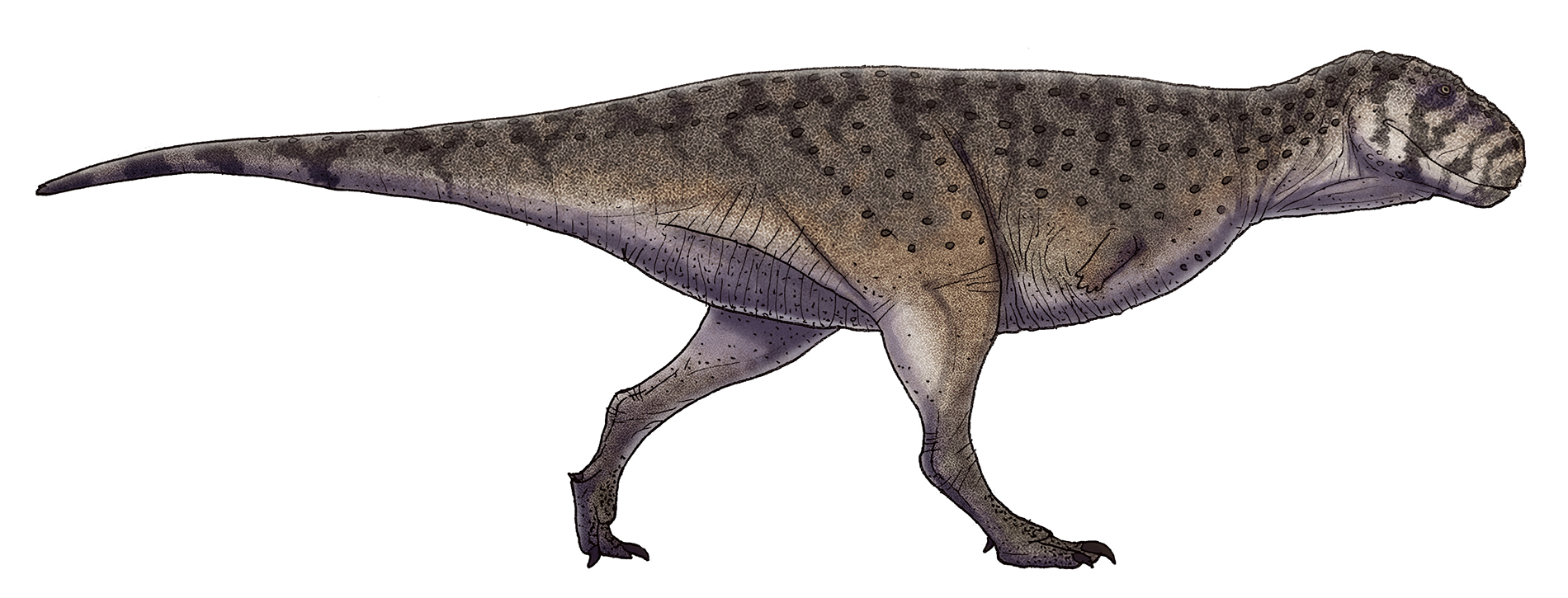
Skorpiovenator bustingorryi

Skorpiovenator bustingorryi is een vleesetende theropode dinosauriër die in het late Krijt leefde in het gebied van het huidige Argentinië.

## Vondst en naamgeving
De typesoort Skorpiovenator bustingorryi is in 2008/2009 benoemd en beschreven door Juan Ignacio Canale, Carlos Agustín Scanferla, Federico Lisandro Agnolin en Fernando Emilio Novas. De geslachtsnaam, een samentrekking van het Latijn voor "schorpioen", scorpio, en "jager", venator, verwijst naar het feit dat Skorpiovenator een roofdier was en de vindplaats vergeven van de schorpioenen. De spelling van "skorpio" met een k is een gevolg van een verwarring met het Klassiek Griekse skorpios, waarvan de beschrijvers dachten dat het Latijn was. De soortnaam eert de eigenaar van de grond waarop de vondst gedaan werd, wijlen Manuel Bustingorry.

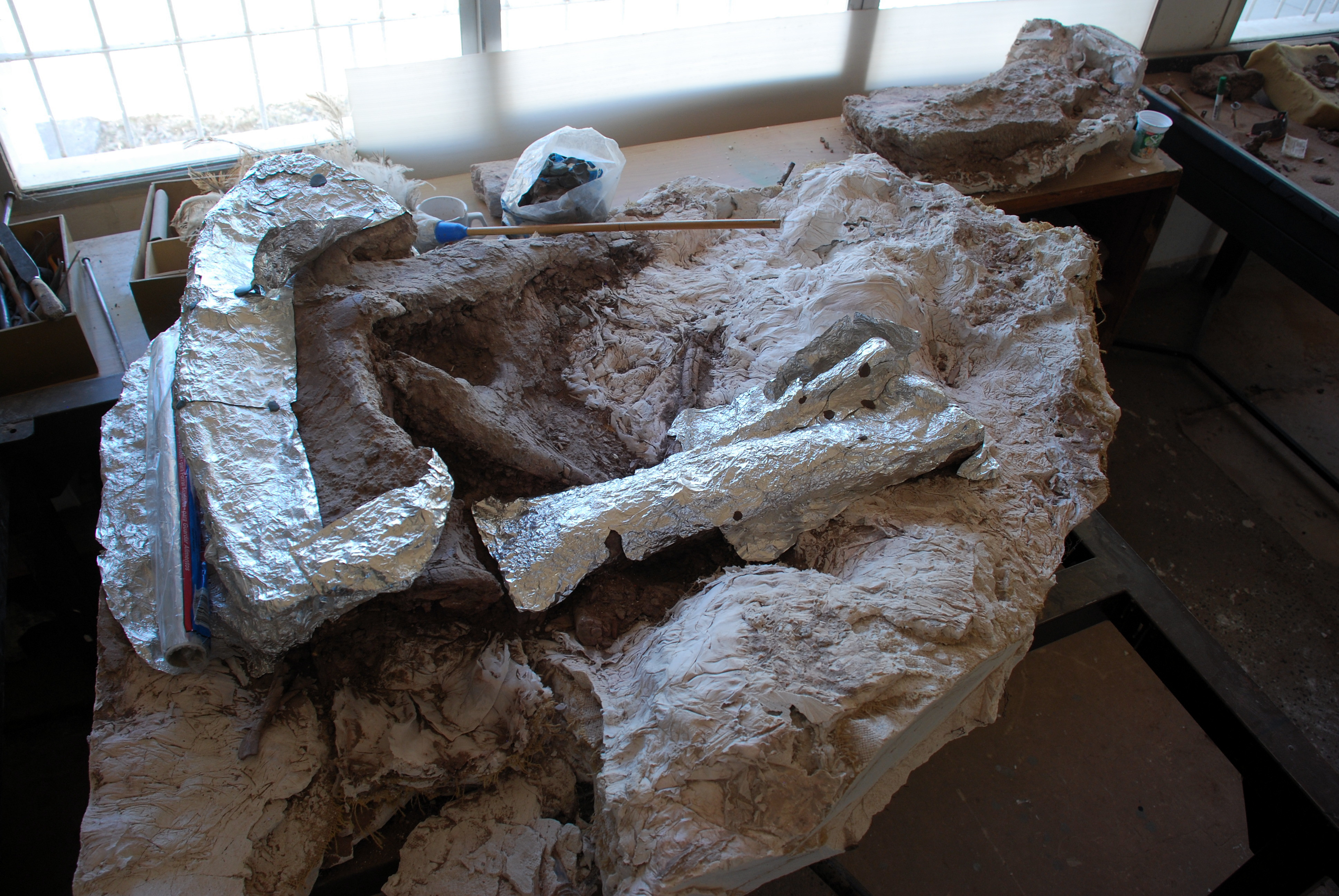
De beginnende preparatie van het bekken

Het fossiel, holotype MMCH-PV 48, deel van de collectie van het Museo Municipal "Ernesto Bachmann", bestaat uit een vrijwel compleet skelet, waarvan alleen de armen, de uiteinden van schaambeen en zitbeen, en de achterste helft van de staart op drie wervels na ontbreken, gevat in een enkel blok zandsteen van vier ton. In 2008 werd nog gedacht dat een bot van de linkerarm bewaard was gebleven. Het fossiel, dat in 2008 nog niet geheel geprepareerd was en vrijwel geheel in anatomisch verband ligt, is door museumpaleontoloog Juan Canale opgegraven, drie kilometer ten noordwesten van het plaatsje Villa El Chocón, in de Patagonische provincie Neuquén, in de Huinculformatie op de grens van het Cenomanien-Turonien, 94-93 miljoen jaar geleden. Het betreft een volwassen exemplaar. Het is een van de meest complete abelisauride skeletten die bekend zijn.
In 2015 werd gemeld dat de preparatie verder gevorderd was waarbij verschillende anatomische details konden worden vastgesteld. In 2020 werd het systeem van kanalen in de schedel meer in detail beschreven. In 2024 werd een reconstructie gepubliceerd van de musculatuur van het bekken en de achterpoten.

## Beschrijving

### Grootte en onderscheidende kenmerken

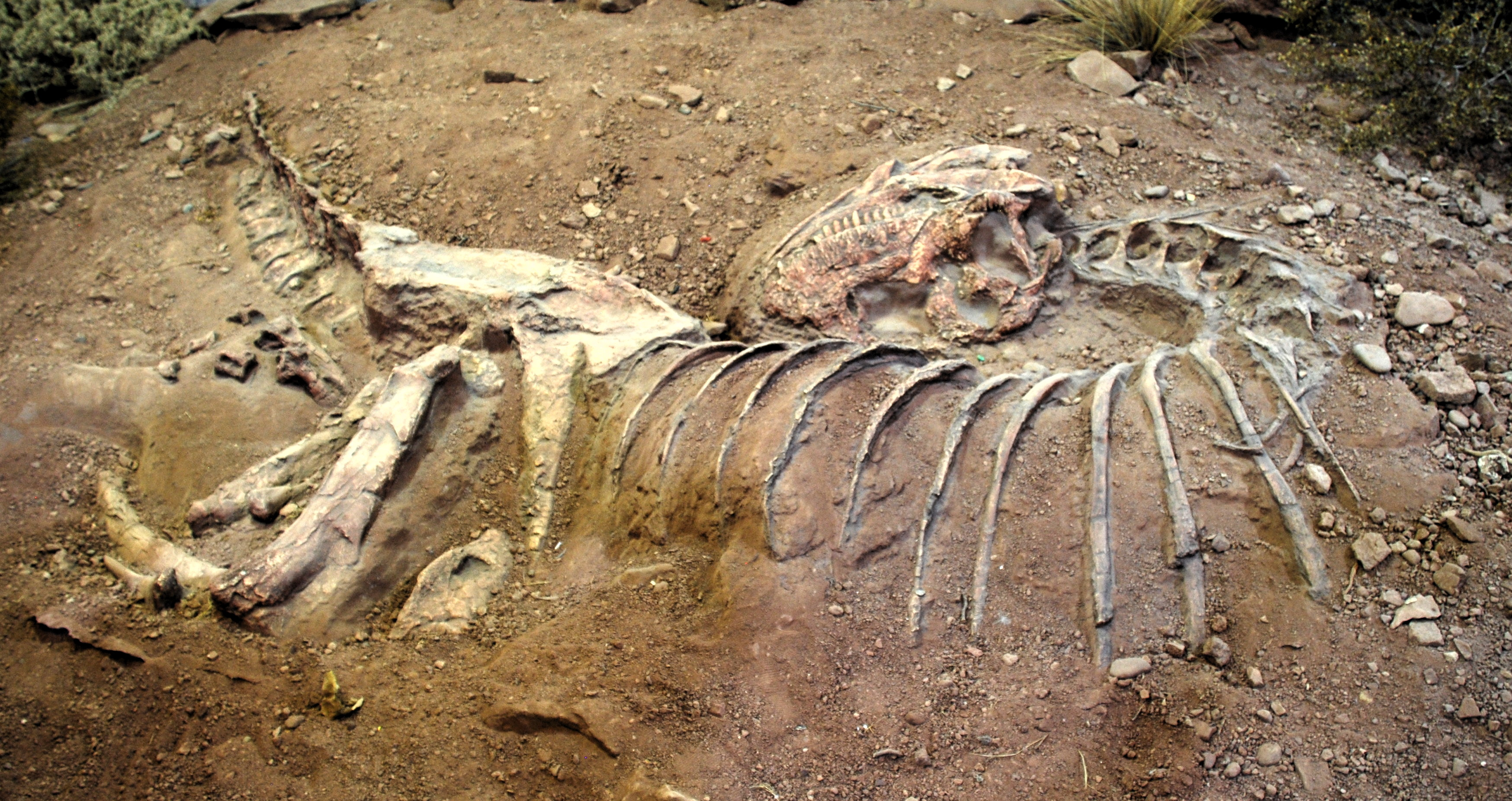
Afgietsel van het holotype in de positie waarin het gevonden werd

Skorpiovenator is een vrij grote, anderhalf à twee ton zware, roofsauriër met een heuphoogte van ongeveer 2,5 meter; in vergelijking met de relatief lange achterpoten zijn romp en staart echter tamelijk gedrongen zodat de lengte volgens Novas maar zo'n zes meter bedraagt bij een gewicht van 1,2 ton. De bewaarde lengte van snuitpunt tot aan de twaalfde staartwervel bedraagt 435 centimeter. In 2010 schatte Gregory S. Paul de lengte op zevenenhalve meter, het gewicht op 1,67 ton. De hogere lengte kwam voort uit het feit dat naar mening van Paul de staart in eerste instantie te kort was ingeschat.
In 2008 wist men enkele onderscheidende kenmerken aan te geven, autapomorfieën. De opgaande tak van het bovenkaaksbeen heeft een constante breedte in zijaanzicht. Het hoofdlichaam van het bovenkaaksbeen is hoog met een evenwijdige bovenrand en onderrand. Het raakvlak tussen bovenkaaksbeen en jukbeen loopt min of meer verticaal. Het bovenkaaksbeen draagt negentien tanden. Het traanbeen steekt naar voren uit en heeft een goed ontwikkeld uitsteeksel onder het oog. Het quadratojugale heeft een opvallende inkeping in de bovenste achterrand. De onderste achterste tak van het dentarium is gevorkt en omvat de voorste tak van het angulare. De voorste tak van het angulare is hoog en vult de ruimte tussen spleniale en prarticulare. In 2015 werden geen nieuwe autapomorfieën gemeld.

### Skelet

#### Schedel
Ook de korte schedel is erg gedrongen: hij is hoog met lage onderkaken. Vooral de snuit is erg hoog en relatief kort. De snuit is als geheel wat naar boven gebogen, een buiging die de onderkaken volgen. De schedel krijgt zo de vorm van een knipschaar. De snuitpunt is stomp. De verhoging naar boven toe wordt veroorzaakt door een verticale uitgroei van het bovenkaaksbeen waarvan het hoofdlichaam een brede beenband vormt. De opgaande tak daarvan is ook breed en versmalt zich naar boven nauwelijks. Ten opzichte van de verhoogde bovenzijde hangt het schedeldak af. De positie en vorm van het neusgat is door beschadigingen onzeker. De fenestra antorbitalis is zeer groot en hoog en heeft maar een zwakke omringende uitholling. De top van de oogkas ligt hoog zodat het dier als het ware over zijn snuit heen kon kijken. Het onderste slaapvenster is hoog maar ligt veel lager.

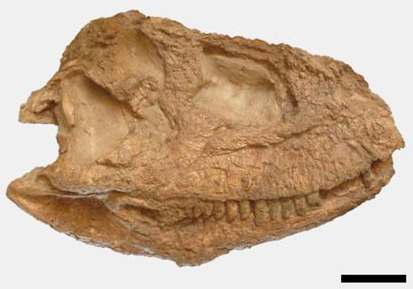
De schedel van het holotype

De eigenlijke schedel is erg robuust met een zware verbening van het schedeldak; het postorbitale vormt een richel boven de oogkas. De onderkant van de oogkas — het oog bevond zich in de bovenste helft — is bijna geheel afgesloten door een naar voren gericht uitsteeksel van het os postorbitale dat een naar achteren gericht uitsteeksel van het traanbeen nadert. Deze eigenschappen worden door de beschrijvers gezien als een aanpassing voor een verhoogd vermogen schokken te absorberen, bijvoorbeeld tijdens de jacht en bij onderlinge gevechten. Het traanbeen heeft nog een grote tak, wat voor abelisauriden een basaal kenmerk is. De gewrichtsknobbels van het onderste quadratum zijn goed ontwikkeld en ongeveer even groot, een typisch abelisauride kenmerk.
De studie uit 2020 meldde dat openingen in het neusbeen verbonden waren met een groot intern kanaal. Dat zou kunnen dienen voor de afvoer van bloed uit het neusbeen en het postorbitale en voor de zenuw van de nervus trigeminus. De verhoogde bloedcirculatie zou hebben kunnen gediend ter afkoeling maar ook voor de voeding van uitgebreide hoornstructuren met een signaalfunctie.
Bij de hersenpan is de recessus basisphenoideus druppelvormig. Het basioccipitale heeft aan de achterste onderkant een naar beneden gerichte lage bult op de middenlijn. De uiteinden van de processus paroccipitales zijn schuin omhoog gericht.
In de onderkaak bevindt zich een eirond zijvenster met een beperkte horizontale lengte. Erboven en eronder maakt het dentarium een stevig contact met de achterste botten van de onderkaak, zodat er vermoedelijk geen functioneren zijgewricht was. Daarop wijst ook het feit dat de onderste achterste tak van het dentarium het angulare omklemt.
De maxilla draagt negentien tanden, een record voor de Abelisauridae. Die zijn relatief kort en recht, met een rechte achterrand en een gebogen voorrand. De kartelingen zijn groot en liggen naast gewelfde rimpels. Het is de beschrijvers opgevallen dat de tanden van Skorpiovenator erg lijken op die van de Carcharodontosauridae en ze voorspellen dat eerder gevonden tanden die aan die laatste groep werden toegeschreven, maar uit aardlagen stammen waaruit geen hele carcharodontosauride skeletten bekend zijn, zullen blijken in feite van abelisauriden afkomstig te zijn. Dit zou dan betekenen dat de Carcharodontosauridae in Zuid-Amerika eerder zijn uitgestorven dan gedacht.

#### Postcrania
De halswervels hebben de typisch abelisauride sterk uitgegroeide epipofysen, zij het zonder het gebruikelijke voorste uitsteeksel. De epipofysen maakten een sterke musculatuur op de zijkant van de nek mogelijk. Het doornuitsteeksel van de draaier heeft een bolle voorkant. De nekribben missen foramina en zijn dus vermoedelijk niet gepneumatiseerd. Ze hebben aan de basis een vleugelvormig uitsteeksel en een rechte schacht, ervan gescheiden door een diepe inkeping. De middelste sacrale wervels zijn aan de onderkant sterk gewelfd. De staartwervels hebben de typisch abelisauride enorme waaiervormige zijuitsteeksels met een dun voorste uitsteeksel dat naar het voorliggende zijuitsteeksel reikt. Ook dit duidt weer op een forse musculatuur. Deze zijuitsteeksels zijn horizontaal georiënteerd, niet schuin naar boven zoals bij veel verwanten.
Verder zijn de armen vermoedelijk sterk gereduceerd: niet meer dan korte stompjes. Zijn toestand lijkt dus op de al bekende en verwante Carnotaurus, maar boven de oogkas ontbreken de extreme hoorns van de laatste, wat erop zou duiden dat zulke hoorns binnen de Carnotaurinae verschillende malen afzonderlijk zouden zijn geëvolueerd. Wel bezit de schedel veel ornamentatie in de vorm van uitsteeksels en richels.
In het bekken heeft het darmbeen een gelijkmatig bolle bovenrand in plaats van een rechte als bij Carnotaurus. De achterpoten zijn opvallend lang. Het dijbeen is robuust met een opvallende kam aan de onderste binnenkant. Over de uitholling tussen de onderste gewrichtsknobbels loopt een dwarsrichel van de binnenste knobbel richting crista tibiofibularis. De vierde trochanter is een lage kam. De middenvoetsbeenderen lopen evenwijdig aan elkaar, een aanpassing aan snelheid. Het bovenvlak van het derde middenvoetsbeen is T-vormig. In 2024 werd geconcludeerd dat de voetspieren niet aangelegd waren in peesbundels als bij vogels maar in dikke lagen spierweefsel.

## Fylogenie

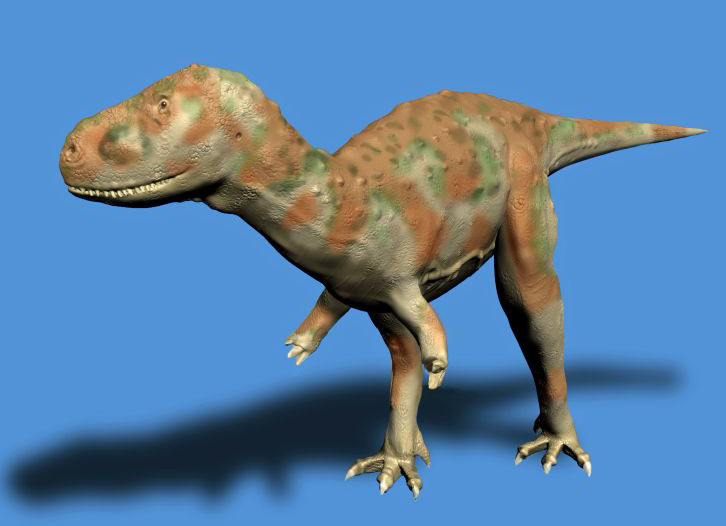
Scorpopvenator heeft een korte gedrongen kop, zoals alle bekende Brachyrostra

Skorpiovenator behoort volgens een eerste kladistische analyse tot de Abelisauridae en meer bepaaldelijk tot de Carnotaurinae. De beschrijvers hebben voor hem en een aantal verwante soorten binnen de carnotaurinen de klade Brachyrostra benoemd. Daarbinnen zou Skorpiovenator het nauwst verwant zijn aan Ekrixinatosaurus. De Brachyrostra zijn een exclusief Zuid-Amerikaanse groep en een aanwijzing dat dit continent gedurende het late Krijt gescheiden was van Madagaskar/India. Een analyse in 2015 bevestigde de positie in de Brachyrostra.
Een mogelijke positie in de stamboom toont het volgende kladogram.
|  | Carnotaurus |
|  |             |
|  | Aucasaurus  |
|  |             |

|  | Ilokelesia                                                          |
|  |                                                                     |
|  | \| \| Skorpiovenator \| \| \| \| \| \| Ekrixinatosaurus \| \| \| \| |
|  |                                                                     |
|  | Skorpiovenator                                                      |
|  |                                                                     |
|  | Ekrixinatosaurus                                                    |
|  |                                                                     |

|  | Skorpiovenator   |
|  |                  |
|  | Ekrixinatosaurus |
|  |                  |

|  | Carnotaurus |
|  |             |
|  | Aucasaurus  |
|  |             |

|  | Ilokelesia                                                          |
|  |                                                                     |
|  | \| \| Skorpiovenator \| \| \| \| \| \| Ekrixinatosaurus \| \| \| \| |
|  |                                                                     |
|  | Skorpiovenator                                                      |
|  |                                                                     |
|  | Ekrixinatosaurus                                                    |
|  |                                                                     |

|  | Skorpiovenator   |
|  |                  |
|  | Ekrixinatosaurus |
|  |                  |

|  | Carnotaurus |
|  |             |
|  | Aucasaurus  |
|  |             |

|  | Ilokelesia                                                          |
|  |                                                                     |
|  | \| \| Skorpiovenator \| \| \| \| \| \| Ekrixinatosaurus \| \| \| \| |
|  |                                                                     |
|  | Skorpiovenator                                                      |
|  |                                                                     |
|  | Ekrixinatosaurus                                                    |
|  |                                                                     |

|  | Skorpiovenator   |
|  |                  |
|  | Ekrixinatosaurus |
|  |                  |

|  | Carnotaurus |
|  |             |
|  | Aucasaurus  |
|  |             |

|  | Ilokelesia                                                          |
|  |                                                                     |
|  | \| \| Skorpiovenator \| \| \| \| \| \| Ekrixinatosaurus \| \| \| \| |
|  |                                                                     |
|  | Skorpiovenator                                                      |
|  |                                                                     |
|  | Ekrixinatosaurus                                                    |
|  |                                                                     |

|  | Skorpiovenator   |
|  |                  |
|  | Ekrixinatosaurus |
|  |                  |